# Fritz Mertens (Maler)
Fritz Mertens (* 3. Oktober 1897 in Essen, Rheinprovinz; † 5. August 1961 in Sarlat, Nouvelle-Aquitaine) war ein deutscher Maler und Kunsterzieher.

## Leben
Mertens erhielt eine künstlerische Ausbildung an der Kunstgewerbeschule Essen und an der Kunstakademie Düsseldorf, wo er 1925 die Staatsprüfung für künstlerisches Lehramt an Höheren Schulen ablegte, nachdem er als 17-jähriger Freiwilliger zum Militär eingezogen worden war und am Ersten Weltkrieg teilgenommen hatte, den er als „Zertrümmerung aller Werte“ erlebte. Seit 1926 war er in Würzburg ansässig. Dort wurde er Lehrer an der Kunst- und Handwerkerschule, ab 1942 hauptamtlich, ab 1951 als deren Direktor.
Neben Carl Grossberg und Hans Otto Baumann wird Mertens zu den „Würzburger Sachlichen“ gezählt, einer Gruppe von Künstlern, die in den 1920er Jahren mit einer akademischen Ausbildung nach Würzburg gezogen waren und sich von den kunsthandwerklich ausgebildeten Künstlern der Region dadurch unterschieden, dass sie die Kunstströmung der Neuen Sachlichkeit vertraten.
Im Malerei und Grafik schuf Mertens Landschaften, insbesondere Stadt- und Industrielandschaften, und Porträts, wobei er seit 1924/1925 eine zunehmende Vereinfachung und Konturierung der Formen erkennen ließ. Wenige erhaltene Gemälde, die vor seiner Umsiedlung nach Würzburg entstanden sind, etwa Weg zur Vorstadt (1925) und Am Abend, Blinder (1926), zeigen in dunklen und gedämpften Färben eine triste Nachkriegsrealität. Seine Malerei wurde beeinflusst durch Kurt Gerstenbergs 1923 veröffentlichte Schrift Die ideale Landschaftsmalerei. Zu den Bildnissen Mertens zählen Porträts der Familie Gerstenberg, diverse Porträts von Theaterschauspielern und das ab 1926 entstandene Selbstbildnis in der Dachkammer (heute verschollen). 
In Würzburg engagierte sich Mertens im öffentlichen kulturellen Leben, teilweise zusammen mit Hans Otto Baumann und Heiner Dikreiter. Er pflegte zahlreiche Kontakte zum Theater und berichtete im Fränkischen Kurier über Kunstausstellungen. Mit dem Kunsthistoriker Fritz Knapp, dem Schriftsteller Ludwig Friedrich Barthel und anderen bildete er 1928 die „Kulturelle Arbeitsgemeinschaft“.